# Mesothen demicostata
Mesothen demicostata är en fjärilsart som beskrevs av William James Kaye 1918. Mesothen demicostata ingår i släktet Mesothen och familjen björnspinnare. Inga underarter finns listade i Catalogue of Life.